# GPR112
G protein spregnuti receptor 112 je protein koji je kod ljudi kodiran GPR112 genom.

## Literatura
- Vassilatis DK; Hohmann JG; Zeng H;  . (2003). „The G protein-coupled receptor repertoires of human and mouse.”. Proc. Natl. Acad. Sci. U.S.A. 100 (8): 4903—8. PMC 153653 . PMID 12679517. doi:10.1073/pnas.0230374100.
- Bjarnadóttir TK; Fredriksson R; Höglund PJ;  . (2005). „The human and mouse repertoire of the adhesion family of G-protein-coupled receptors.”. Genomics. 84 (1): 23—33. PMID 15203201. doi:10.1016/j.ygeno.2003.12.004.